# 신재환
신재환(申在煥, 1998년 3월 3일~)은 대한민국의 체조 선수이다. 2019년과 2020년에 FIG 체조 월드컵 에서 금메달 2개, 은메달 1개를 획득했으며, 도쿄에서 열린 2020년 하계 올림픽 도마 종목에서 1·2차 평균 14.783점으로 생애 첫 금메달을 획득했다.

### 참조주
1. ↑  신창용 (2021년 8월 3일). “[올림픽] 고마움 전한 신재환 "서정이에게 받은 기가 70% 이상"”. 《연합뉴스》. 네이버 뉴스(보존) (영종도). 2021년 8월 5일에 원본 문서에서 보존된 문서. 2021년 8월 6일에 확인함.

### 내용주
1. ↑  러시아 선수도 같은 14.783점(1차: 14.766, 2차: 14.800)이지만, 신재환 선수의 점수(1차: 14.733, 2차: 14.833)의 최고 점수가 더 높기 때문에 최종 1위